# Обстріли Берислава (квітень 2025)
Ця стаття є частиною сторінки Обстріли Берислава (2025) з 24 лютого 2022 року, яка є частиною Історії Берислава та Обстрілів Берислава.
Обстріли Берислава за квітень 2025 року — низка терористичних атак на місто Берислав та район військами РФ, що почалися під час російського вторгнення в Україну з 24 лютого 2022 року та тривають понині.
Берислав до вторгнення Росії в Україну був осередком освіти Херсонщини з двома коледжами.
Зараз місто зазнало значних руйнувань, заміновані околиці, відсутні комунальні послуги. Під час окупації в місті була гостра нестача продуктів та ліків. Після деокупації місто зазнало нових випробувань, зокрема, відсутності електроенергії та води. Зараз Берислав перебуває під постійними обстрілами, внаслідок яких багато будинків пошкоджено, є поранені та загиблі. Багато людей в місті відмовляються покидати свої домівки, незважаючи на обстріли.

## Хронологія

### 1 квітня 2025 року
1 квітня 2025 року російські військові здійснили авіаційні удари, артилерійські обстріли та атаки за допомогою безпілотників на території Бериславської, Новоолександрівської, Милівської та Тягинської громад, включаючи населені пункти Берислав, Новоберислав, Новоолександрівка, Золота Балка, Гаврилівка, Дудчани, Тягинка, Бургунка, Вірівка, Львове, Миколаївка та Одрадокам'янка. У результаті пошкоджено житлові будинки та господарські споруди. Жертв серед цивільного населення не зафіксовано. Інформацію надав начальник Бериславської районної військової адміністрації Володимир Літвінов.

### 2 квітня 2025 року
2 квітня 2025 року російські військові здійснили артилерійські обстріли та атаки за допомогою безпілотників на території Бериславської, Новорайської, Новоолександрівської, Милівської, Нововоронцовської та Тягинської громад, включаючи населені пункти Берислав, Шляхове, Зміївка, Новоберислав, Новорайськ, Монастирське, Золота Балка, Дудчани, Осокорівка та Тягинка. У результаті пошкоджено житлові будинки, господарські споруди та приміщення магазину в Бериславі. Жертв серед цивільного населення не зафіксовано. Інформацію надав начальник Бериславської районної військової адміністрації Володимир Літвінов.

### 3 квітня 2025 року
3 квітня 2025 року російські військові здійснили артилерійські обстріли та атаки за допомогою безпілотників на території Бериславської, Новорайської, Милівської та Тягинської громад, включаючи населені пункти Берислав, Новоберислав, Шляхове, Червоний Маяк, Качкарівка, Тягинка, Львове, Миколаївка та Одрадокам’янка. У результаті пошкоджено житлові будинки, господарські споруди та приміщення магазину в Бериславі. Жертв серед цивільного населення немає. Інформацію надав начальник Бериславської районної військової адміністрації Володимир Літвінов.

### 4 квітня 2025 року
4 квітня 2025 року російські військові здійснили авіаційні удари, мінометні та артилерійські обстріли, а також атаки за допомогою безпілотників на території Бериславської, Новорайської, Новоолександрівської, Нововоронцовської, Милівської та Тягинської громад. Постраждали населені пункти Берислав, Червоний Маяк, Монастирське, Гаврилівка, Михайлівка, Хрещенівка, Качкарівка, Тягинка та Львове. У результаті пошкоджено житлові будинки, господарські споруди та навчальний заклад у Гаврилівці. Поранення отримали двоє цивільних осіб: 69–річна жінка у Бериславі та 45–річний чоловік у Червоному Маяку. Постраждалим надано медичну допомогу. Інформацію надав начальник Бериславської районної військової адміністрації Володимир Літвінов.

### 5 квітня 2025 року
5 квітня 2025 року російські військові здійснили артилерійські обстріли та атаки за допомогою безпілотників на території Бериславської, Новорайської, Новоолександрівської, Нововоронцовської та Тягинської громад. Постраждали населені пункти Берислав, Шляхове, Урожайне, Червоний Маяк, Новоолександрівка, Гаврилівка, Михайлівка, Хрещенівка, Осокорівка, Тягинка, Вірівка, Львове, Миколаївка та Одрадокам’янка. У результаті пошкоджено житлові будинки, господарські споруди та приміщення магазину в Бериславі. Поранення отримав 69–річний чоловік у Червоному Маяку, якому надано медичну допомогу. Інформацію надав начальник Бериславської районної військової адміністрації Володимир Літвінов.

### 6 квітня 2025 року
6 квітня 2025 року російські військові здійснили артилерійські обстріли та атаки за допомогою безпілотників на території Бериславської та Тягинської громад. Постраждали населені пункти Берислав, Шляхове, Тягинка, Львове, Миколаївка та Ольгівка. У результаті пошкоджено житлові будинки, господарські споруди та приміщення магазину в Бериславі. Жертв серед цивільного населення не зафіксовано. Інформацію надав начальник Бериславської районної військової адміністрації Володимир Літвінов.

### 7 квітня 2025 року
7 квітня 2025 року російські військові здійснили артилерійські обстріли та атаки за допомогою безпілотників на території Бериславської, Новорайської, Новоолександрівської, Милівської та Тягинської громад. Постраждали населені пункти Берислав, Новоберислав, Зміївка, Томарине, Монастирське, Гаврилівка, Михайлівка, Дудчани, Качкарівка, Тягинка, Бургунка, Вірівка, Високе, Львове, Ольгівка та Миколаївка. У результаті пошкоджено житлові будинки та господарські споруди. Жертв серед цивільного населення не зафіксовано. Інформацію надав начальник Бериславської районної військової адміністрації Володимир Літвінов.

### 8 квітня 2025 року
8 квітня 2025 року російські військові здійснили артилерійські обстріли та атаки за допомогою безпілотників на території Бериславської, Новоолександрівської, Милівської та Тягинської громад. Постраждали населені пункти Берислав, Новоберислав, Шляхове, Томарине, Новоолександрівка, Гаврилівка, Михайлівка, Дудчани, Качкарівка, Тягинка, Бургунка, Вірівка, Високе, Львове, Ольгівка та Одрадокам’янка. У результаті пошкоджено житлові будинки та господарські споруди. Жертв серед цивільного населення не зафіксовано. Інформацію надав начальник Бериславської районної військової адміністрації Володимир Літвінов.

### 9 квітня 2025 року
9 квітня 2025 року російські військові здійснили артилерійські обстріли та атаки за допомогою безпілотників на території Бериславської, Новорайської, Новоолександрівської, Нововоронцовської, Милівської та Тягинської громад. Постраждали населені пункти Берислав, Новорайськ, Новоолександрівка, Гаврилівка, Осокорівка, Дудчани, Новокаїри, Тягинка, Бургунка, Високе, Львове, Миколаївка та Одрадокам’янка. У результаті пошкоджено житлові будинки, господарські споруди та приватний автомобіль. У Бериславі загинув 60–річний чоловік. Інформацію надав начальник Бериславської районної військової адміністрації Володимир Літвінов.

### 10 квітня 2025 року
10 квітня 2025 року російські військові здійснили мінометні та артилерійські обстріли, а також атаки за допомогою безпілотників на території Бериславської, Новорайської, Новоолександрівської, Нововоронцовської, Милівської та Тягинської громад. Постраждали населені пункти Берислав, Новоберислав, Шляхове, Зміївка, Монастирське, Новоолександрівка, Гаврилівка, Нововоронцовка, Милове, Тягинка, Бургунка, Вірівка, Високе, Львове, Миколаївка, Одрадокам’янка та Ольгівка. У результаті пошкоджено житлові будинки, господарські споруди, навчальний заклад у Монастирському та адміністративну будівлю в Новобериславі. Жертв серед цивільного населення не зафіксовано. Інформацію надав начальник Бериславської районної військової адміністрації Володимир Літвінов.

### 11 квітня 2025 року
11 квітня 2025 року російські військові здійснили мінометні та артилерійські обстріли, а також атаки за допомогою безпілотників на території Бериславської, Новорайської та Тягинської громад. Постраждали населені пункти Берислав, Новорайськ, Червоний Маяк, Костирка, Високе, Львове та Миколаївка. У результаті пошкоджено житлові будинки, господарські споруди та приміщення магазину в Новорайську. Жертв серед цивільного населення не зафіксовано. Інформацію надав начальник Бериславської районної військової адміністрації Володимир Літвінов.

### 12 квітня 2025 року
12 квітня 2025 року російські військові здійснили мінометні та артилерійські обстріли, а також атаки за допомогою безпілотників на території Бериславської, Новорайської, Новоолександрівської, Нововоронцовської, Милівської та Тягинської громад. Постраждали населені пункти Берислав, Шляхове, Новорайськ, Червоний Маяк, Монастирське, Гаврилівка, Михайлівка, Нововоронцовка, Хрещенівка, Милове, Тягинка, Львове, Миколаївка та Одрадокам’янка. У результаті пошкоджено житлові будинки, господарські споруди, приміщення магазину в Бериславі та приміщення на території господарського підприємства в Нововоронцовці. Жертв серед цивільного населення не зафіксовано. Інформацію надав начальник Бериславської районної військової адміністрації Володимир Літвінов.

### 13 квітня 2025 року
13 квітня 2025 року російські військові здійснили авіаційні удари, артилерійські обстріли та атаки за допомогою безпілотників на території Бериславської, Новорайської, Новоолександрівської, Нововоронцовської та Тягинської громад. Постраждали населені пункти Берислав, Раківка, Урожайне, Новорайськ, Монастирське, Гаврилівка, Нововоронцовка, Осокорівка, Хрещенівка, Тягинка, Бургунка, Львове, Миколаївка та Одрадокам’янка. У результаті пошкоджено житлові будинки, господарські споруди, об'єкти критичної інфраструктури в Нововоронцовці та Хрещенівці, а також приватні будинки в Бериславі та Раківці. Жертв серед цивільного населення не зафіксовано. Інформацію надав начальник Бериславської районної військової адміністрації Володимир Літвінов.

### 14 квітня 2025 року
14 квітня 2025 року російські військові здійснили танкові, мінометні та артилерійські обстріли, а також атаки за допомогою безпілотників на території Бериславської, Новорайської, Новоолександрівської, Милівської та Тягинської громад. Постраждали населені пункти Берислав, Новоберислав, Зміївка, Новорайськ, Червоний Маяк, Монастирське, Новоолександрівка, Дудчани, Високе, Миколаївка та Одрадокам’янка. У результаті пошкоджено житлові будинки, господарські споруди, а також транспортний засіб у Бериславі. У селі Дудчани автомобіль старости наїхав на протипіхотну міну, а згодом був знищений ворожим безпілотником. У селі Високе поранення отримали 25–річна жінка та 7–річний хлопчик, а в Бериславі постраждали 59–річний чоловік та 56–річна жінка. Пораненим надано медичну допомогу. Інформацію надав начальник Бериславської районної військової адміністрації Володимир Літвінов.

### 15 квітня 2025 року
15 квітня 2025 року російські військові здійснили артилерійські обстріли та атаки за допомогою безпілотників на території Бериславської, Новорайської, Новоолександрівської та Тягинської громад. Постраждали населені пункти Берислав, Шляхове, Монастирське, Новоолександрівка, Гаврилівка, Тягинка, Вірівка, Високе, Бургунка, Львове, Миколаївка та Одрадокам’янка. У результаті пошкоджено житлові будинки, господарські споруди та транспортні засоби місцевих мешканців. Жертв серед цивільного населення не зафіксовано. Інформацію надав начальник Бериславської районної військової адміністрації Володимир Літвінов.

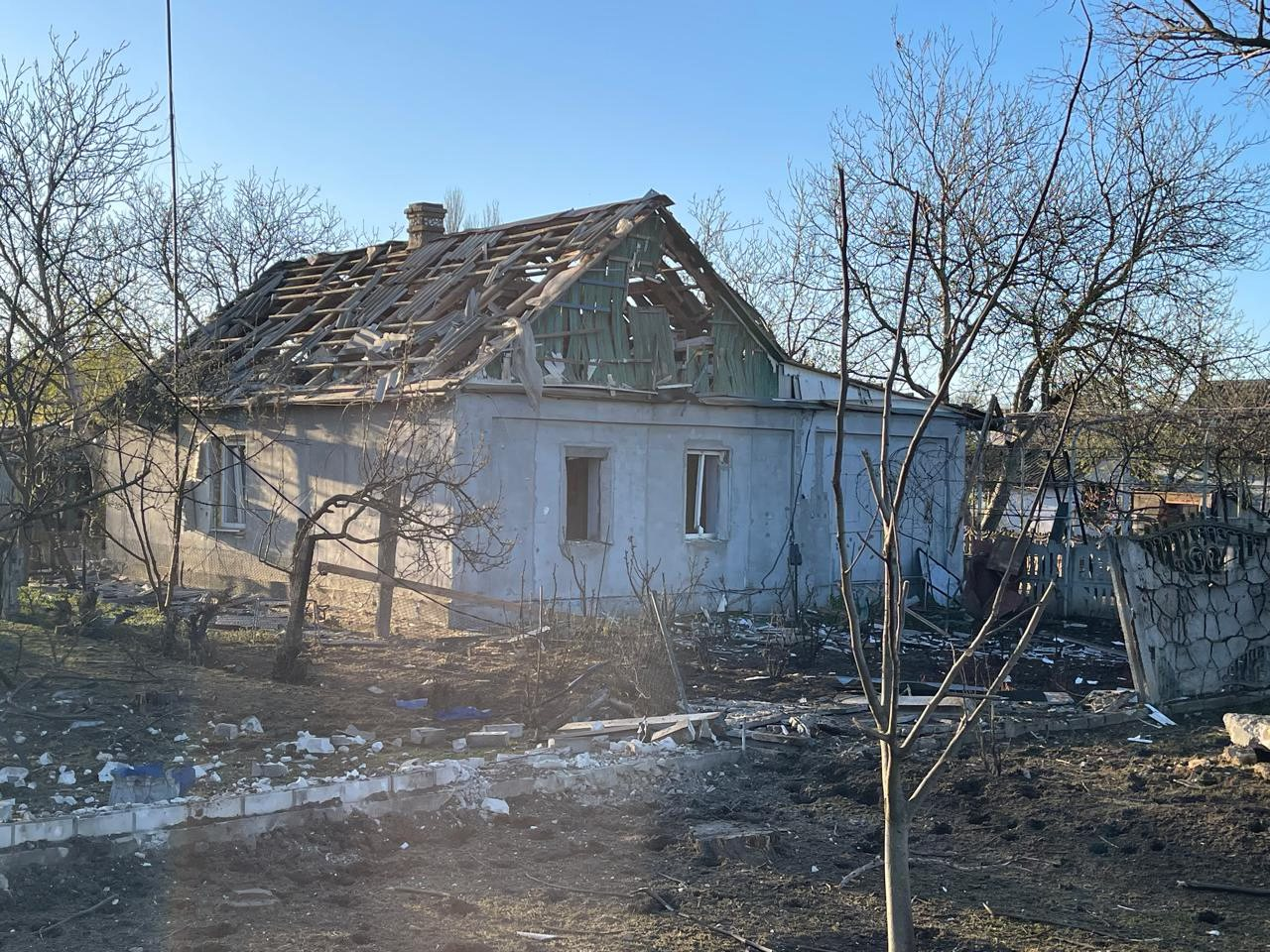
Наслідки обстрілу Новорайська (понівечений дім) 15.04.2025

### 16 квітня 2025 року
16 квітня 2025 року російські військові здійснили артилерійські обстріли та атаки за допомогою безпілотників на території Бериславської, Новорайської, Новоолександрівської, Милівської та Тягинської громад. Постраждали населені пункти Берислав, Шляхове, Новорайськ, Монастирське, Новоолександрівка, Дудчани, Тягинка, Львове, Ольгівка та Одрадокам’янка. У результаті пошкоджено житлові будинки та господарські споруди. Жертв серед цивільного населення не зафіксовано. Інформацію надав начальник Бериславської районної військової адміністрації Володимир Літвінов.

### 17 квітня 2025 року
17 квітня 2025 року російські військові здійснили артилерійські обстріли, удари з РСЗВ та атаки безпілотниками на території Бериславської, Новорайської, Новоолександрівської, Нововоронцовської, Тягинської та Великоолександрівської громад. Постраждали населені пункти, зокрема Берислав, Новоберислав, Шляхове, Зміївка, Костирка, Заможне, Монастирське, Новоолександрівка, Золота Балка, Гаврилівка, Нововоронцовка, Осокорівка, Тягинка, Високе, Львове, Миколаївка та Стійке. Пошкоджено житлові будинки, господарські споруди, транспортні засоби та адміністративну будівлю в Новоолександрівці. Унаслідок атаки БПЛА загинули двоє працівників дорожньої служби поблизу Стійкого, а в Бериславі поранено 62–річного чоловіка. Йому надано медичну допомогу. Інформацію надав начальник Бериславської районної військової адміністрації Володимир Літвінов.

### 18 квітня 2025 року
18 квітня 2025 року російські військові здійснили мінометні та артилерійські обстріли, а також атаки за допомогою безпілотників на території Бериславської, Новорайської, Новоолександрівської та Тягинської громад. Постраждали населені пункти Берислав, Шляхове, Зміївка, Томарине, Новорайськ, Новоолександрівка, Гаврилівка, Тягинка, Бургунка, Високе, Вірівка, Львове, Миколаївка, Ольгівка та Одрадокам’янка. У результаті пошкоджено житлові будинки та господарські споруди. У Бериславі загинув 70–річний чоловік, а 49–річна жителька Новорайська отримала травми 14 квітня 2025 року внаслідок ударів з РСЗВ. Інформацію надав начальник Бериславської районної військової адміністрації Володимир Літвінов.

### 19 квітня 2025 року
19 квітня 2025 року російські військові здійснили артилерійські обстріли та атаки за допомогою безпілотників на території Бериславської, Новорайської, Нововоронцовської, Милівської та Тягинської громад. Постраждали населені пункти Берислав, Новоберислав, Зміївка, Урожайне, Новорайськ, Монастирське, Червоний Маяк, Нововоронцовка, Осокорівка, Дудчани, Тягинка, Львове, Миколаївка, Ольгівка та Одрадокам’янка. У результаті пошкоджено житлові будинки, господарські споруди та транспортний засіб місцевих жителів. Жертв серед цивільного населення не зафіксовано. Інформацію надав начальник Бериславської районної військової адміністрації Володимир Літвінов.

### 20 квітня 2025 року
20 квітня 2025 року російські військові здійснили артилерійські обстріли та атаки за допомогою безпілотників на території Бериславської, Новоолександрівської та Тягинської громад. Постраждали населені пункти Шляхове, Золота Балка, Тягинка, Бургунка, Високе, Львове, Миколаївка, Ольгівка та Одрадокам’янка. У результаті пошкоджено житлові будинки, господарські споруди та транспортний засіб. У селі Високе сталося загоряння нежитлового будинку, яке ліквідували працівники МПО Тягинської громади. За межами села Крупиця 31–річний чоловік отримав тілесні ушкодження внаслідок наїзду на ворожу міну. Постраждалому надано медичну допомогу. Інформацію надав начальник Бериславської районної військової адміністрації Володимир Літвінов.

### 21 квітня 2025 року
21 квітня 2025 року російські військові здійснили артилерійські обстріли та атаки за допомогою безпілотників на території Бериславської, Новорайської, Новоолександрівської, Милівської та Тягинської громад. Постраждали населені пункти Берислав, Шляхове, Томарине, Новорайськ, Монастирське, Крупиця, Гаврилівка, Михайлівка, Золота Балка, Новокаїри, Бургунка, Миколаївка та Ольгівка. У результаті пошкоджено житлові будинки та господарські споруди, зафіксовано загоряння. Жертв серед цивільного населення не зафіксовано. Інформацію надав начальник Бериславської районної військової адміністрації Володимир Літвінов.

### 22 квітня 2025 року
22 квітня 2025 року російські військові здійснили мінометні та артилерійські обстріли, а також атаки за допомогою безпілотників на території Бериславської, Новорайської, Новоолександрівської, Нововоронцовської та Тягинської громад. Постраждали населені пункти Берислав, Новоберислав, Костирка, Заможне, Гаврилівка, Золота Балка, Тягинка, Бургунка, Миколаївка, Осокорівка, Новоолександрівка та Зміївка. У результаті пошкоджено житлові будинки, господарські споруди та приватний автотранспорт. Жертв серед цивільного населення не зафіксовано. Інформацію надав начальник Бериславської районної військової адміністрації Володимир Літвінов.

### 23 квітня 2025 року
23 квітня 2025 року російські військові здійснили артилерійські обстріли та атаки за допомогою безпілотників на території Бериславської, Новорайської, Новоолександрівської, Нововоронцовської, Милівської та Тягинської громад. Постраждали населені пункти Новоберислав, Зміївка, Червоний Маяк, Костирка, Гаврилівка, Золота Балка, Осокорівка, Дудчани, Тягинка, Бургунка, Львове та Миколаївка. У результаті пошкоджено житлові будинки, господарські споруди та зафіксовано загоряння. У селі Гаврилівка поранення отримав 61–річний чоловік. Під час розмінування поля біля села Трудолюбівка постраждали двоє працівників ДСНС України. Постраждалим надано медичну допомогу. Інформацію надав начальник Бериславської районної військової адміністрації Володимир Літвінов.

### 24 квітня 2025 року
24 квітня 2025 року російські військові здійснили мінометні та артилерійські обстріли, а також атаки за допомогою безпілотників на території Бериславської, Новорайської, Новоолександрівської, Нововоронцовської, Милівської та Тягинської громад. Постраждали населені пункти Берислав, Шляхове, Зміївка, Червоний Маяк, Костирка, Гаврилівка, Осокорівка, Дудчани, Новокаїри, Тягинка, Бургунка, Львове, Миколаївка та Одрадокам’янка. У результаті пошкоджено житлові будинки, господарські споруди та пункт незламності в Гаврилівці. Жертв серед цивільного населення не зафіксовано. Інформацію надав начальник Бериславської районної військової адміністрації Володимир Літвінов.

### 25 квітня 2025 року
25 квітня 2025 року російські військові здійснили танкові та артилерійські обстріли, а також атаки за допомогою безпілотників на території Бериславської, Нововоронцовської та Тягинської громад. Постраждали населені пункти Берислав, Хрещенівка, Осокорівка, Тягинка, Бургунка, Миколаївка та Одрадокам’янка. У результаті пошкоджено житлові будинки, господарські споруди та адміністративну будівлю в Хрещенівці. Жертв серед цивільного населення не зафіксовано. Інформацію надав начальник Бериславської районної військової адміністрації Володимир Літвінов.

### 26 квітня 2025 року
26 квітня 2025 року російські військові здійснили артилерійські обстріли та атаки за допомогою безпілотників на території Бериславської, Новорайської, Новоолександрівської, Нововоронцовської та Тягинської громад. Постраждали населені пункти Берислав, Шляхове, Червоний Маяк, Монастирське, Новоолександрівка, Осокорівка, Тягинка, Бургунка, Львове, Миколаївка та Одрадокам’янка. У результаті пошкоджено житлові будинки, господарські споруди та приватний автотранспорт. У Червоному Маяку поранення отримала 66–річна жінка, якій надано медичну допомогу. Інформацію надав начальник Бериславської районної військової адміністрації Володимир Літвінов.

### 27 квітня 2025 року
27 квітня 2025 року російські військові здійснили артилерійські обстріли та атаки за допомогою безпілотників на території Бериславської, Новорайської, Новоолександрівської та Тягинської громад. Постраждали населені пункти Берислав, Шляхове, Червоний Маяк, Гаврилівка, Тягинка, Бургунка, Львове, Миколаївка, Ольгівка та Одрадокам’янка. У результаті пошкоджено житлові будинки та господарські споруди. Жертв серед цивільного населення не зафіксовано. Інформацію надав начальник Бериславської районної військової адміністрації Володимир Літвінов.

### 28 квітня 2025 року
28 квітня 2025 року російські військові здійснили артилерійські обстріли, удари із РСЗВ та атаки за допомогою безпілотників на території Бериславської, Новорайської, Новоолександрівської, Нововоронцовської та Тягинської громад. Постраждали населені пункти Берислав, Новоберислав, Шляхове, Червоний Маяк, Новоолександрівка, Гаврилівка, Золота Балка, Осокорівка, Тягинка, Високе, Львове та Ольгівка. У результаті пошкоджено житлові будинки, господарські споруди, об’єкт критичної інфраструктури в Осокорівці та приміщення монастиря в Червоному Маяку. Жертв серед цивільного населення не зафіксовано. Інформацію надав начальник Бериславської районної військової адміністрації Володимир Літвінов.

### 29 квітня 2025 року
29 квітня 2025 року російські військові здійснили артилерійські обстріли та атаки за допомогою безпілотників на території Бериславської, Новорайської, Новоолександрівської, Нововоронцовської, Милівської та Тягинської громад. Постраждали населені пункти Берислав, Шляхове, Томарине, Костирка, Новоолександрівка, Хрещенівка, Шевченківка, Качкарівка, Тягинка, Бургунка, Миколаївка, Ольгівка та Одрадокам’янка. У результаті пошкоджено житлові будинки, господарські споруди та приватний автотранспорт. 28 квітня 2025 року у Качкарівці згоріло приміщення стаціонарного відділення лікарської амбулаторії. Жертв серед цивільного населення не зафіксовано. Інформацію надав начальник Бериславської районної військової адміністрації Володимир Літвінов.

### 30 квітня 2025 року
30 квітня 2025 року російські військові здійснили авіаційний удар, артилерійські обстріли та атаки за допомогою безпілотників на території Бериславської, Новорайської та Тягинської громад. Постраждали населені пункти Берислав, Новоберислав, Зміївка, Томарине, Новорайськ, Костирка, Тягинка, Бургунка, Миколаївка, Ольгівка та Одрадокам’янка. У результаті пошкоджено житлові будинки, господарські споруди та гуманітарну допомогу в Новобериславі. Жертв серед цивільного населення не зафіксовано. Інформацію надав начальник Бериславської районної військової адміністрації Володимир Літвінов.